# D-Side
D-Side est un magazine bimestriel de 100 pages fondé en octobre 2000 à la suite de la scission de la rédaction du magazine Elegy et traitant de la culture underground et de la musique gothiques, indus, electro, new wave, dark wave, etc. Il comprend également un CD sampler d'une quinzaine de titres.  
Si le magazine voue une majeure partie de son contenu au secteur musical, il inclut aussi des contenus systématiques et développés sur le cinéma et la littérature. Le dernier numéro paraît en septembre 2010 et le magazine disparaît au profit d'une nouvelle publication intitulée Obsküre.
En 2021, D-Side revient sous la forme d'une webradio : dsideradio.com, animée par Guillaume Michel et Jean-François Micard.

## Activitésannexes
D-Side organise ou coorganise des concerts à la Locomotive, au Batofar ou dans d'autres salles, principalement à Paris, où passent des groupes mythiques ou moins connus. 
Exemples : 
- novembre 2005 : And Also The Trees au Batofar ;
- avril 2006 : Clan of Xymox à la Locomotive ;
- mai 2006 : Covenant et Gary Numan à la Locomotive, Liquid Architecture au Nouveau Casino.

D-Side organise également des soirées New Wave Day au Batofar (Électro, New Wave & Disco-Punk Party) tous les premiers vendredis du mois.

## Équipe
Tous les éditoriaux sont écrits par Guillaume Michel, le rédacteur en chef qui signe GM et qui est également organisateur de concerts (Rammstein, New Model Army, Coil, DAF, The Mission, Front 242).
Les couvertures sont réalisés par un graphiste, le Dièse, qui s’occupe de toute la partie graphique. Les photographies ont dans un premier temps été réalisées par Agathe Poupeney, ensuite par Stéphane Burlot.
Les collaborateurs sont des amis, spécialistes chacun dans leur domaine de musiques et d’une culture bien spécifique. Les rédacteurs sont notamment Jean-François Micard, Emmanuel Hennequin, Philippe Sandre, Cédric Vergnaud, Emmanuelle Ferrand, etc.  Tous ont des activités tierces.
Les artistes, labels, éditeurs envoient leur production à la rédaction afin de faire connaître leurs nouveautés.